# Заполье-1
Запо́лье-1 — бывшая деревня в Балезинском районе Удмуртии, входит в Исаковское сельское поселение.
Находилась на берегу реки Кернюр, между деревнями Ермилово (1,5 км) и Кер-Нюра (2,5 км.).